# Scimiscià
Lo Scimiscià è un vitigno a bacca bianca autoctono della Liguria.
Alla fine del XX secolo ne rimanevano solamente pochissimi filari in Val Fontanabuona, nell'entroterra di Chiavari e Lavagna. L'opera di recupero ha avuto buon esito e nel 2003 è stato inserito tra le varietà raccomandate ed autorizzate per la regione Liguria.
Il suo nome è ligure e significa “cimiciato” ossia puntinato, per la presenza di piccoli puntini sull'acino.
La resa in vino è molto bassa e le uve sono molto zuccherine. Da esso si ottiene una tipologia del vino a DOC Golfo del Tigullio-Portofino.